# Тело мёртвого Христа в гробу
«Тело мёртвого Христа в гробу» — картина художника эпохи Северного Возрождения Ганса Гольбейна Mладшего. Известна тем, что на ней Христос изображён настолько реалистично, насколько до этого его не изображал никто (см. Христос во гробе).

## История создания
История написания картины неизвестна. Согласно подписи Гольбейна на картине дата создания — 1521 год (MDXXI), однако исследование рентгеновскими лучами выявило ещё одну цифру «I» в дате, что уже обозначает 1522 год. Существует предположение, что картина была создана в качестве пределлы — вытянутой по горизонтали нижней части алтаря, однако поиски остальных частей этого алтаря ни к чему не привели. Поэтому М. Я. Либман счёл возможным утверждать, что картина восходит к старинным византийским эпитафиой (плащаницам), связанным с пасхальной литургией. Такого рода образы встречаются в венецианском искусстве вплоть до XVI века. Считается также, что Гольбейн писал Иисуса с утопленника, выловленного из Рейна. Первое упоминание картины имеется в описи 1586 года.

## Описание
«Тело мёртвого Христа в гробу» — самое страшное и дерзкое произведение Гольбейна. Обычно мёртвый Христос изображался величественным и спокойным, нетронутым тлением, а у Гольбейна Христос изображён как мёртвое тело обычного человека: кровоподтёки, раны, следы от побоев, полуоткрытые остекленелые глаза и судорожно застывшие губы. На трупе видны признаки разложения. В этой картине нет ничего божественного, перед зрителями лежит труп, одинокий в своей смерти (рядом нет никого из близких Христа).
Картина в какой-то мере свидетельствует о безбожности Гольбейна. Однако существует версия о том, что Гольбейн так жёстко изобразил смерть, чтобы ещё сильнее прочувствовать чудо Воскресения.

## Фёдор Достоевский о картине
Фёдор Достоевский, увидев картину на выставке в Базеле в 1867 году, был поражён тем, как на ней был изображён Христос. Его жена, Анна Григорьевна, вспоминала:

Картина произвела на Федора Михайловича подавляющее впечатление, и он остановился перед ней как бы пораженный… В его взволнованном лице было то испуганное выражение, которое мне не раз случалось замечать в первые минуты приступа эпилепсии.

В будущем Достоевский описал своё впечатление от картины в романе «Идиот» словами Мышкина в следующем диалоге:

— Это копия с Ганса Гольбейна, — сказал князь, успев разглядеть картину, — и хоть я знаток небольшой, но, кажется, отличная копия. Я эту картину за границей видел и забыть не могу. 
— А на эту картину я люблю смотреть! — пробормотал, помолчав, Рогожин. 
— На эту картину! — вскричал вдруг князь, под впечатлением внезапной мысли, — на эту картину! Да от этой картины у иного еще вера может пропасть!
— Пропадает и то, — неожиданно подтвердил вдруг Рогожин.